# Académie Sainte-Anne
L'Académie Sainte-Anne (précédemment connue comme Queen's Angels Academy) est un établissement d'enseignement francophone privée qui offre des services éducatifs pour les niveaux préscolaires et primaires. L'école est située à Dorval, Québec, Canada. Cette école a plus de 550 élèves et fait partie du Collège Sainte-Anne, une société d'écoles privées, secondaires et préuniversitaires.

## Histoire
L'Académie Sainte-Anne était avant connue comme Queen's Angels Academy, cette institution était une école semi-privée pour filles créée par les Sœurs de Sainte-Anne en 1888. Vers 2010, Queen's Angels Academy manquait d'étudiants et l'établissement ne pouvait plus payer les tarifs et ils ont même essayé de vendre une partie de leur terrain. Alors en 2014, Queen's Angels Academy a fusionné avec Collège Sainte-Anne, créant l'Académie et changer leur nom en Académie Sainte-Anne.

## L'incendie de l'Académie
Le 27 avril 2020 vers minuit, un feu se déclara dans l'académie, détruisant plus de la moitié de l'établissement, épargnant le gymnase et la bibliothèque. Plus de 130 pompiers ont été déployés pour combattre l'incendie. Il n'y a pas eu de blessés.

## Reconstruction
À la suite de l'incendie, l'Académie décidera de reconstruire l'école sous la forme d'un campus et d'ajouter un pavillon pour l'éducation secondaire. La reconstruction se terminera en 2022.